# Symphlebia herbosa
Symphlebia herbosa är en fjärilsart som beskrevs av William Schaus 1910. Symphlebia herbosa ingår i släktet Symphlebia och familjen björnspinnare. Inga underarter finns listade i Catalogue of Life.